# Ripley (Tennessee)
Ripley és una població dels Estats Units a l'estat de Tennessee. Segons el cens del 2000 tenia 7.844 habitants.

## Demografia
Segons el cens del 2000, Ripley tenia 7.844 habitants, 3.142 habitatges, i 2.054 famílies. La densitat de població era de 236,4 habitants/km².
Dels 3.142 habitatges en un 32,1% hi vivien nens de menys de 18 anys, en un 38,1% hi vivien parelles casades, en un 23,5% dones solteres, i en un 34,6% no eren unitats familiars. En el 31% dels habitatges hi vivien persones soles el 12,9% de les quals corresponia a persones de 65 anys o més que vivien soles. El nombre mitjà de persones vivint en cada habitatge era de 2,44 i el nombre mitjà de persones que vivien en cada família era de 3,06.
Per edats la població es repartia de la següent manera: un 27,6% tenia menys de 18 anys, un 11% entre 18 i 24, un 27,2% entre 25 i 44, un 20,2% de 45 a 60 i un 14% 65 anys o més.
L'edat mediana era de 34 anys. Per cada 100 dones de 18 o més anys hi havia 78,3 homes.
La renda mediana per habitatge era de 23.662 $ i la renda mediana per família de 34.183 $. Els homes tenien una renda mediana de 31.321 $ mentre que les dones 20.661 $. La renda per capita de la població era de 13.710 $. Entorn del 22,1% de les famílies i el 27,2% de la població estaven per davall del llindar de pobresa.

## Poblacions més properes
El següent diagrama mostra les poblacions més properes.